# Burmapyris
Burmapyris (лат.) — ископаемый род мелких ос-бетилид из подсемейства Lancepyrinae. Обнаружен в отложениях мелового периода. Бирманский янтарь (99 млн лет; Мьянма). Родовой эпитет представляет собой сочетание слова «Бирма», относящегося к бирманскому янтарю, и родового названия Epyris, обычно используемого в качестве суффикса для многих родов бетилид.

## Описание
Тело вдавленное (длина около 2,5 мм). усики с 11 члениками жгутика. Сложные глаза и оцеллии развиты. Самка (жало видно) со слабо вдавленным телом; мандибулы сильно зубчатые с пятью(?) острыми зубцами вдоль мандибулы сильно зубчатые с пятью(?) острыми зубцами вдоль жевательного края, вершинный зубец длиннее и толще; наличник треугольный и слегка выступающий. Нотаули заметные. Жилкование передних крыльев развито, с ячейками C, R, 1Cu, и 2R1 разграниченными трубчатыми жилками; жилки M и cu-a выровнены; пре- и постстигмальные абсциссы R1 присутствуют; 1M и 2Cu не чётко разграничены; 2R1 открыта на вершине; птеростигма короткая, широкая в вершинной трети длины; заднее крыло с четырьмя гамулями. Проподеум прямоугольный; ноги со слегка увеличенными бёдрами. Формула шпор голеней 1-2-2. Род был впервые описан в 2021 году по материалам из бирманского янтаря, а в 2023 году обнаружен второй вид рода: † B. ohmkuhnlei.
- † Burmapyris azevedoi Jouault, Perrichot & Nel, 2021typus
- † Burmapyris ohmkuhnlei Brazidec et al., 2023